# 短梗地不容
短梗地不容（学名：Stephania brevipedunculata）为防已科千金藤属的植物，是中国的特有植物。分布在中国大陆的西藏等地，生长于海拔2,000米至2,340米的地区，多生在阴湿山坡上，目前尚未由人工引种栽培。

## 别名
短梗千金藤（西藏植物志）